# Comitas hayashii
Comitas hayashii é uma espécie de gastrópode do gênero Comitas, pertencente a família Pseudomelatomidae.